# Skoki narciarskie na Mistrzostwach Świata Juniorów w Narciarstwie Klasycznym 2006
Skoki narciarskie na Mistrzostwach Świata Juniorów w Narciarstwie Klasycznym 2006 – zawody w skokach narciarskich, przeprowadzone w dniach 2–5 lutego w słoweńskim Kranju, w ramach Mistrzostw Świata Juniorów w Narciarstwie Klasycznym 2006. Areną zmagań skoczków była skocznia Bauhenk.
Podczas mistrzostw odbyły się zawody indywidualne i drużynowe mężczyzn oraz indywidualne kobiet. Ten ostatni konkurs był pierwszym w historii mistrzostw świata juniorów oficjalnym konkursem kobiet. Były to ostatnie zawody skoków narciarskich na mistrzostwach świata juniorów, w których górna granica wieku wynosiła 18 lat. Po sezonie 2005/2006 Międzynarodowa Federacja Narciarska zadecydowała o stopniowym wydłużeniu wieku juniorskiego do 20 lat.
Złoty medal w konkursie indywidualnym wywalczył Austriak Gregor Schlierenzauer. Drugiego, Słoweńca Jurija Tepeša wyprzedził o ponad 10 punktów. Trzecie miejsce zajął Włoch Andrea Morassi. W zawodach drużynowych zwyciężyli Austriacy. Kolejne miejsca na podium zajęły reprezentacja Słowenii i Japonii. Na podium zawodów kobiet stanęły: Juliane Seyfarth, Atsuko Tanaka i Elena Runggaldier.

## Wyniki

### Mężczyźni

#### Indywidualne
2 lutego 2006
| Pozycja | Zawodnik              | Narodowość | Punkty |
| ------- | --------------------- | ---------- | ------ |
|         | Gregor Schlierenzauer | Austria    | 259,6  |
|         | Jurij Tepeš           | Słowenia   | 249,4  |
|         | Andrea Morassi        | Włochy     | 247,4  |
| 4.      | Łukasz Rutkowski      | Polska     | 245,8  |
| 5.      | Shōhei Tochimoto      | Japonia    | 244,5  |
| 6.      | Kenshirō Itō          | Japonia    | 241,8  |
| 7.      | Mario Innauer         | Austria    | 239,7  |
| 8.      | Robert Hrgota         | Słowenia   | 231,6  |
| 9.      | Primož Roglič         | Słowenia   | 231,1  |
| 10.     | Gregory Baxter        | Kanada     | 230,3  |
| 10.     | Yūhei Sasaki          | Japonia    | 230,3  |
| ...     |                       |            |        |

#### Drużynowo
4 lutego 2006
| Pozycja | Państwo           | Zawodnicy                                                                      | Punkty |
| ------- | ----------------- | ------------------------------------------------------------------------------ | ------ |
|         | Austria           | Mario Innauer Thomas Thurnbichler Arthur Pauli Gregor Schlierenzauer           | 930,6  |
|         | Słowenia          | Jurij Tepeš Primož Roglič Robert Hrgota Jernej Košnjek                         | 927,7  |
|         | Japonia           | Naoya Toyama Yūhei Sasaki Kenshirō Itō Shōhei Tochimoto                        | 900,8  |
| 4.      | Niemcy            | Severin Freund Andreas Wank Tobias Bogner Oliver Alberer                       | 838,3  |
| 5.      | Norwegia          | Atle Pedersen Rønsen Kim René Elverum Sorsell Andreas Stjernen Eirik Kjelstrup | 832,6  |
| 6.      | Finlandia         | Mika Kauhanen Sami Niemi Jesper Ruuth Ville Larinto                            | 813,0  |
| 7.      | Polska            | Sebastian Toczek Dawid Kowal Łukasz Rutkowski Dawid Kubacki                    | 772,7  |
| 8.      | Stany Zjednoczone | Anders Johnson Nicholas Fairall Michael Glasder Trevor Wert                    | 732,9  |
| ...     |                   |                                                                                |        |

### Kobiety

#### Indywidualne
5 lutego 2006
| Pozycja | Zawodniczka                | Narodowość        | Punkty |
| ------- | -------------------------- | ----------------- | ------ |
|         | Juliane Seyfarth           | Niemcy            | 255,8  |
|         | Atsuko Tanaka              | Kanada            | 223,4  |
|         | Elena Runggaldier          | Włochy            | 217,8  |
| 4.      | Lisa Demetz                | Włochy            | 216,5  |
| 5.      | Roberta D’Agostina         | Włochy            | 213,1  |
| 6.      | Jacqueline Seifriedsberger | Austria           | 210,3  |
| 7.      | Eva Logar                  | Słowenia          | 206,8  |
| 8.      | Abby Hughes                | Stany Zjednoczone | 197,5  |
| 9.      | Katie Willis               | Kanada            | 195,9  |
| 10.     | Vladěna Pustková           | Czechy            | 191,0  |
| ...     |                            |                   |        |

## Klasyfikacja medalowa
| Miejsce | Państwo  |   |   |   | złoto · srebro · brąz |
| ------- | -------- | - | - | - | --------------------- |
| 1.      | Austria  | 2 | 0 | 0 | 2                     |
| 2.      | Niemcy   | 1 | 0 | 0 | 1                     |
| 3.      | Słowenia | 0 | 2 | 0 | 2                     |
| 4.      | Kanada   | 0 | 1 | 0 | 1                     |
| 5.      | Włochy   | 0 | 0 | 2 | 2                     |
| 6.      | Japonia  | 0 | 0 | 1 | 1                     |